# Wereldbeker schaatsen 2007/2008

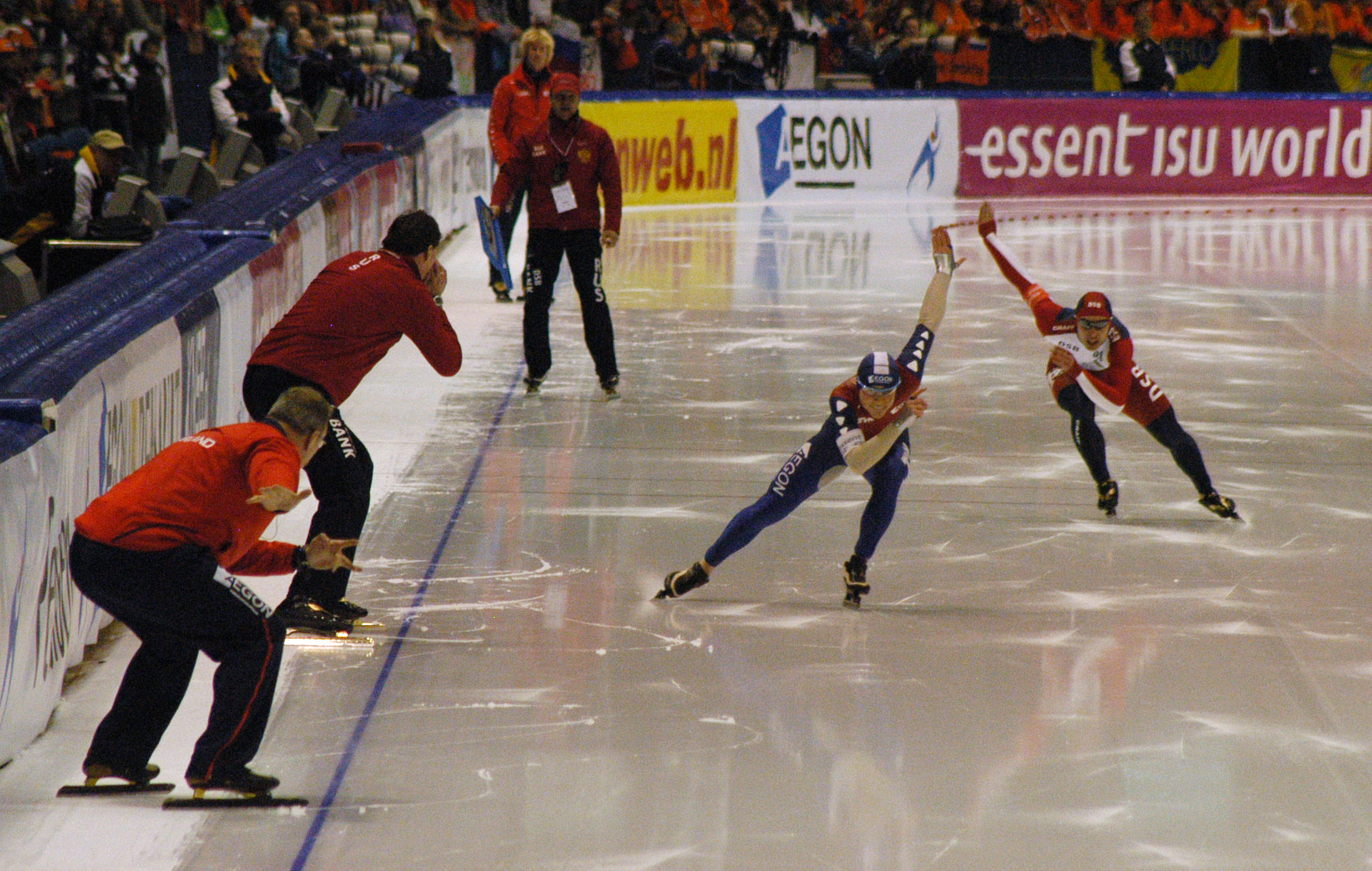
Wereldbekerfinale in Heerenveen

De  Wereldbeker schaatsen 2007-2008 was een internationale schaatscompetitie verspreid over het gehele schaatsseizoen. De officiële naam luidde Essent ISU World Cup Speed Skating 2007-2008. Het wereldbekerseizoen begon in Salt Lake City op 9 november 2007 en de eindigde in Heerenveen op 24 februari 2008. De Wereldbeker werd georganiseerd door de Internationale Schaats Bond (ISU).

## Kalender
| Plaats          | Datum               | 100m | 500m | 1000m | 1500m | 3k/5k | 5k/10k | achtervolging |         |
| --------------- | ------------------- | ---- | ---- | ----- | ----- | ----- | ------ | ------------- | ------- |
| Salt Lake City  | 9-11 november 2007  |      | 2x   | 2x    | 1x    | 1x    |        |               | details |
| Calgary         | 16-18 november 2007 |      | 2x   | 1x    | 1x    | 1x    |        | 1x            | details |
| Kolomna         | 1-2 december 2007   |      |      |       | 1x    |       | 1x     |               | details |
| Heerenveen      | 7-9 december 2007   |      | 2x   | 1x    | 1x    | 1x    |        | 1x            | details |
| Erfurt          | 15-16 december 2007 | 1x   | 2x   | 2x    |       |       |        |               | details |
| Hamar           | 25-27 januari 2008  |      | 2x   | 1x    | 1x    |       | 1x     |               | details |
| Baselga di Pinè | 2-3 februari 2008   |      |      |       | 1x    | 1x    |        | 1x            | details |
| Inzell          | 16-17 februari 2008 | 1x   | 2x   | 2x    |       |       |        |               | details |
| Heerenveen      | 22-24 februari 2008 | 1x   | 2x   | 1x    | 1x    | 1x    |        | 1x            | details |
| Totaal          | Totaal              | 3x   | 14x  | 10x   | 7x    | 5x    | 2x     | 4x            |         |

## Resultaten mannen
| afstand              | Goud               | Zilver         | Brons         |
| -------------------- | ------------------ | -------------- | ------------- |
| 100 m                | Lee Kang-seok      | Mika Poutala   | Joji Kato     |
| 500 m                | Jeremy Wotherspoon | Lee Kang-seok  | Dmitri Lobkov |
| 1000 m               | Shani Davis        | Denny Morrison | Jan Bos       |
| 1500 m               | Shani Davis        | Simon Kuipers  | Mark Tuitert  |
| 5&10 km              | Håvard Bøkko       | Sven Kramer    | Enrico Fabris |
| Ploegenachtervolging | Nederland          | Canada         | Noorwegen     |

## Resultaten vrouwen
| afstand              | Goud              | Zilver            | Brons             |
| -------------------- | ----------------- | ----------------- | ----------------- |
| 100 m                | Jenny Wolf        | Judith Hesse      | Shihomi Shinya    |
| 500 m                | Jenny Wolf        | Annette Gerritsen | Lee Sang-hwa      |
| 1000 m               | Anni Friesinger   | Ireen Wüst        | Shannon Rempel    |
| 1500 m               | Kristina Groves   | Christine Nesbitt | Ireen Wüst        |
| 3&5 km               | Martina Sáblíková | Claudia Pechstein | Renate Groenewold |
| Ploegenachtervolging | Canada            | Duitsland         | Rusland           |

1985/1986 · 
1986/1987 · 
1987/1988 · 
1988/1989 · 
1989/1990 · 
1990/1991 · 
1991/1992 · 
1992/1993 · 
1993/1994 · 
1994/1995 · 
1995/1996 · 
1996/1997 · 
1997/1998 · 
1998/1999 · 
1999/2000 · 
2000/2001 · 
2001/2002 · 
2002/2003 · 
2003/2004 · 
2004/2005 · 
2005/2006 · 
2006/2007 · 
2007/2008 · 
2008/2009 · 
2009/2010 · 
2010/2011 · 
2011/2012 · 
2012/2013 · 
2013/2014 · 
2014/2015 ·
2015/2016 ·
2016/2017 ·
2017/2018 ·
2018/2019 ·
2019/2020 ·
2020/2021 ·
2021/2022 ·
2022/2023 ·
2023/2024 ·
2024/2025
Alpineskiën ·
Biatlon ·
Bobsleeën ·
Freestyleskiën ·
Langlaufen ·
Noordse combinatie ·
Rodelen ·
Schaatsen ·
Schansspringen ·
Shorttrack ·
Skeleton ·
Snowboarden